# Lampsilis virescens
Lampsilis virescens es una especie de molusco bivalvo  de la familia Unionidae.

## Distribución geográfica
Es  endémica del Río Tennessee.